# Mutación de novo
En medicina y genética, una mutación de novo es una mutación del gen que aparece en un individuo sin que ninguno de sus padres la posea en su patrimonio genético. Este tipo de mutación espontánea ocurre durante el proceso de replicación del ADN durante la división celular. La mutación, por lo tanto, ha ocurrido en los gametos de uno de los padres, o, más raramente, puede ser una mutación post-zigótica, es decir, una mutación del óvulo fertilizado.
En la mayoría de los casos, estas mutaciones tienen poco o ningún efecto en el organismo afectado debido a la redundancia y robustez del código genético. Sin embargo, en casos raros, pueden tener efectos notables y graves en la salud general, la apariencia física y otros rasgos. Los trastornos que a menudo implican mutaciones de novo incluyen el síndrome del maullido de gato, el síndrome de deleción 1p36, los síndromes de cáncer genéticos y ciertas formas de autismo, entre otros.

## Tasa de mutación
La tasa a la que las mutaciones de novo (MDN) ocurren no es estática y puede variar entre diferentes organismos e incluso entre individuos. En los humanos, el número promedio de mutaciones espontáneas (no presentes en los padres) que un recién nacido tiene en su genoma es de aproximadamente 43,86 MDN.
Varios factores pueden influir en esta tasa. Por ejemplo, un estudio realizado en septiembre de 2019 por la University of Utah Health reveló que algunas familias tienen una tasa de mutación espontánea superior a la media. Este hallazgo indica que la tasa de mutación de novo puede tener un componente hereditario, sugiriendo que puede "pasar de generación en generación".
Además, la edad de los padres, en particular la edad del padre, puede tener un impacto significativo en la tasa de mutaciones de novo. Los padres mayores, especialmente el padre, tienen una mayor probabilidad de tener hijos con mutaciones de novo debido al mayor número de divisiones celulares en la línea germinal masculina a medida que los hombres envejecen.

## Papel en la evolución
Las mutaciones de novo juegan un papel crucial en la evolución al proporcionar una nueva variación genética sobre la cual la selección natural puede actuar. Sirven como fuente principal de diversidad genética, permitiendo a las especies adaptarse a entornos cambiantes con el tiempo.